# الاختبار الوظيفي
الاختبار الوظيفي هو عملية ضمان الجودة (QA)  للمنتجات الرقمية بكافة أشكالها المعروفة (كالبرامج والأنظمة وتطبيقات الجوال والواجهات البرمجية والألعاب الرقمية وكل ما تُنتجه لغات البرمجة) وهو نوع من اختبار الصندوق الأسود الذي يبني حالات الاختبار استنادًا إلى مواصفات البرنامج قيد الاختبار.

## نبذة
يتم اختبار الوظائف عن طريق تغذية المدخلات وفحص المخرجات، ونادرًا ما يتم النظر في بنية البرنامج الداخلية (على عكس اختبار المربع الأبيض ). يتم إجراء الاختبار الوظيفي لتقييم مدى امتثال النظام أو المكون للمتطلبات الوظيفية المحددة. يصف الاختبار الوظيفي عادة ما يفعله النظام ولا يتطرق لتفاصيل مثل كيفية بناء النظام.
نظرًا لأن الاختبار الوظيفي هو نوع من اختبارات الصندوق الأسود، يمكن اختبار وظائف البرنامج دون معرفة طريقة البناء الداخلي له. هذا يعني أن المختبرين لا يحتاجون إلى خبرة في لغات البرمجة التي تم استخدامها في بناء البرنامج، ولا يحتاجون لمعرفة كيفية تنفيذ البرنامج لعملياته وأنشطته، وهذا بدوره قد يؤدي إلى تقليل تحيز المطورين (أو تحيز التأكيد ) في الاختبار لأن المختبر لم يشارك في تطوير البرنامج. لا يعني الاختبار الوظيفي أنك تختبر دالة أو وظيفة برمجية بداخله، بل يُركز على فحص وظائف النظام كوحدة متكاملة. يختلف الاختبار الوظيفي عن اختبار النظام في أن الاختبار الوظيفي يتأكد من مطابقة النظام لوثيقة المتطلبات والمواصفات الخاصة به، بينما اختبار النظام يتأكد من عمل النظام كوحدة واحدة بعد تنفيذ مجموعة اختبارات هي: اختبار الوحدات البرمجية، واختبار التكامل واختبارات عدم التراجع. " 

## أنواع الاختبارات الوظيفية
الاختبارات الوظيفية لها أنواع عديدة:
- اختبار الدخان
- اختبار السلامة
- اختبار الانحدار
- اختبار قابلية الاستخدام

## ست خطوات لتنفيذ الاختبار الوظيفي
يتضمن الاختبار الوظيفي عادةً ست خطوات تُمثل الخطوات العامة لتنفيذ أي اختبار وظيفي، وتختلف في بعض الأحيان من نوع اختبار وظيفي إلى آخر. الخطوات تتضمن ما يلي: [بحاجة لمصدر]
1. تحديد الوظائف التي مطلوب من البرنامج أن يؤديها
2. تجهيز بيانات الإدخال بناءً على مواصفات الوظيفة
3. تحديد المخرجات بناءً على مواصفات الوظيفة وتُعرف بالمخرجات المتوقعة
4. تنفيذ حالة الاختبار
5. مقارنة المخرجات الفعلية والمتوقعة
6. التحقق مما إذا كان التطبيق يعمل حسب حاجة العميل أم لا